# Xenoglossa strenua
Xenoglossa strenua är en biart som först beskrevs av Cresson 1878.  Xenoglossa strenua ingår i släktet Xenoglossa och familjen långtungebin. Inga underarter finns listade i Catalogue of Life.